# Lutar Pelo Que é Meu
Lutar pelo que É Meu é um single da banda Charlie Brown Jr. do álbum Imunidade Musical, que vendeu mais de 50 mil downloads pagos no Brasil e foi certificado com Disco de Ouro pela ABPD. Foi o tema de abertura da série Malhação, da Rede Globo, nos anos 2006 e 2007.

## Créditos musicais
- Chorão - vocal e beat-box
- André Pinguim Ruas - bateria, vocais e beat-box
- Thiago Castanho - guitarra
- Heitor Gomes - baixo

## Desempenho em paradas musicais

### Posições
| Tabela musical (2005-2006)          | Melhor posição |
| ----------------------------------- | -------------- |
| Brasil (Crowley Broadcast Analysis) | 13             |

## Vendas e certificações
| País          | Certificação | Vendas  |
| ------------- | ------------ | ------- |
| Brasil - ABPD | Ouro         | 50,000+ |

### iTunes Brasil
Alavancada pela morte de Chorão, divulgada em 6 de março de 2013, Lutar pelo Que É Meu ficou na 10ª posição entre as músicas mais vendidas da semana (de 3 a 9 de março) do iTunes Brasil.